# Makiguchi Tsunesaburō

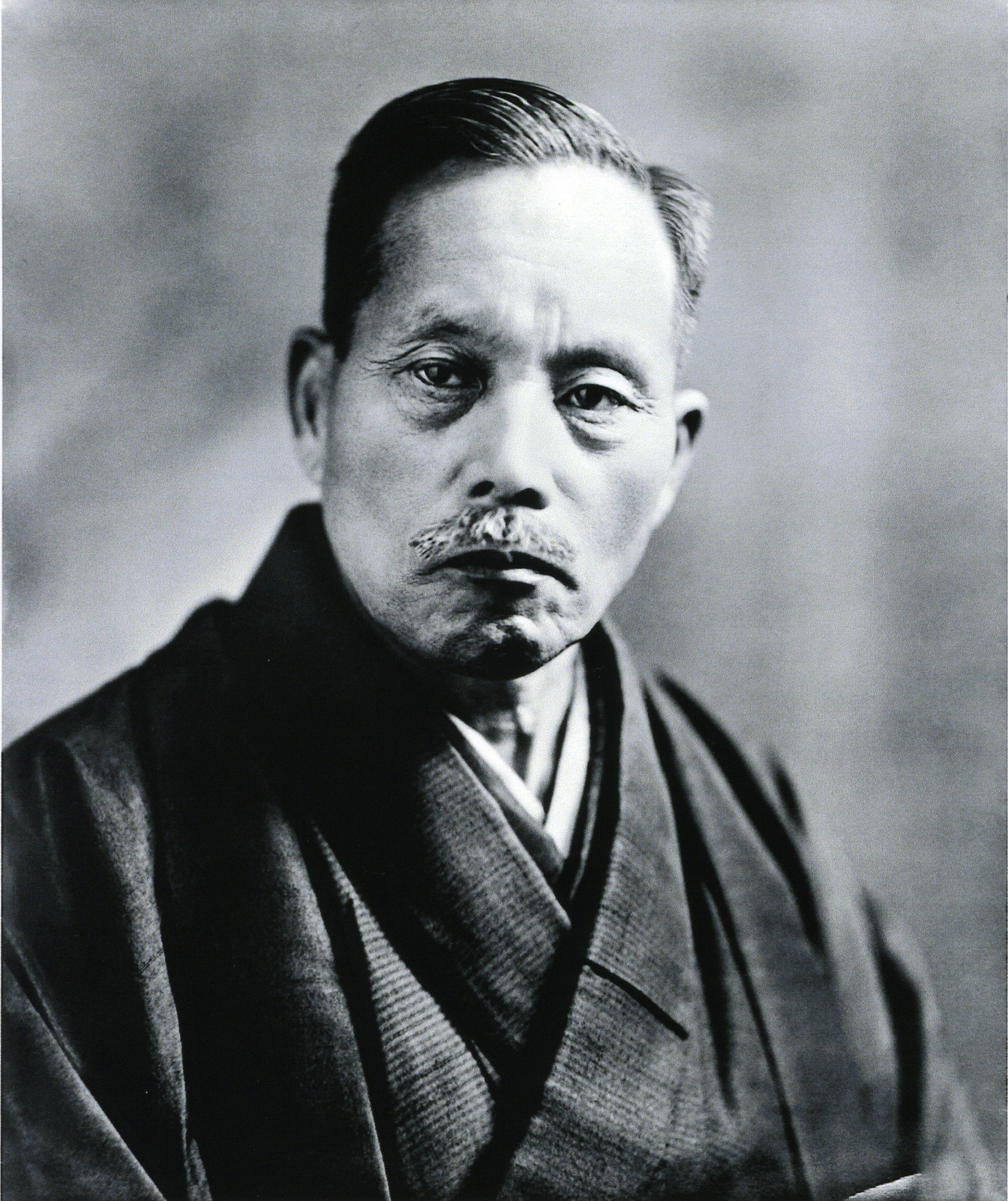
Makiguchi Tsunesaburō, Gründer und erster Präsident der Soka Gakkai

Makiguchi Tsunesaburō (japanisch 牧口 常三郎; * 6 Juni 1871 in Arahama-Mura, Präfektur Niigata; † 18. November 1944 in Tokio) war ein japanischer Pädagoge, sowie Gründer und erster Präsident der Soka Kyoiku Gakkai, der heutigen Sōka Gakkai International (SGI).

## Biographie
Adoptiert von der Familie seines Onkels Zendayu Makiguchi, zog Tsunesaburō im Alter von 14 Jahren auf Japans nördlichste Insel Hokkaidō. Seinen Schulabschluss machte er an einer Schule in Sapporo, der heutigen Pädagogischen Hochschule Hokkaidō. Seine erste Anstellung erhielt er als Assistenz-Lehrer an einer Grundschule die seiner Alma Mater angegliedert war. Ein Jahr nach seinem Abschluss heiratete er Kuma, die zweite Tochter von Kumataro Makiguchi. Mit ihr hatte er acht Kinder, vier seiner Kinder starben zwischen den Jahren 1924–1932.  
Später unterrichtete er als Lehrer an einer Höheren Schule und arbeitete als Internats-Direktor. Nach seinem Umzug in die Hauptstadt Tokio arbeitete er von 1913 bis 1932 als Rektor an sechs verschiedenen Grundschulen.

### Wertetheorie und Erziehungsansätze
Während dieser Jahre entwickelte Makiguchi zahlreiche Betrachtungen über das Verhältnis von Leben und Erziehung, formulierte seine Theorie der Schaffung von Werten, des individuellen Glücks und des Wohlstandes der Gesellschaft.
Sein erstes Buch A Geography of Human Life veröffentlichte er 1903. Darin entwickelte er einzigartige und fortschrittliche Thesen über die Beziehung von individuellem Leben und geographischer Heimat. Er reflektiert darin unter anderem seine Überzeugung, dass alle Menschen miteinander verbunden sind.
Ab 1930 veröffentlichte er innerhalb von fünf Jahren das vier Bände umfassende Soka Kyoikugaku Taikei (System der werteschaffenden Erziehung).  Auf der Grundlage seiner langjährigen Erfahrung als Erzieher verdeutlichen diese Publikationen seine scharfsinnigen Beobachtungen und visionären Ansätze zur Reform des japanischen Erziehungs-Systems.
Ein Beispiel seiner Vorschläge ist die Schaffung eines Erziehungs-Systems, das eine Partnerschaft zwischen Schule, Familie und Gemeinschaft enthält, die jeweils Verantwortung für einen speziellen Teil der Erziehungs-Aufgabe übernehmen. In seinem Ansatz würde ein Jugendlicher einen halben Tag in der Schule verbringen und die zweite Tageshälfte in der Lehre oder bei anderen Arbeitsaktivitäten zuhause oder in der Gesellschaft. Diese Aktivitäten orientieren sich dabei an der Veranlagung und den individuellen Bedürfnissen des Jugendlichen. Makiguchi versprach sich von diesem Lehransatz einen grundlegenden Wandel vom gelangweilten, apathischen Schüler hin zum selbstbestimmten und motivierten Studenten.
Die Theorie und Praxis der werteschaffenden Erziehung, die darauf ausgerichtet ist, im einzelnen Schüler die höchste Wertschätzung für das Leben zu verankern, weckte auch das Interesse von Erziehern außerhalb Japans. Die Soka Kyoikugaku Taikei wurde inzwischen in Englisch, Portugiesisch, Französisch und Vietnamesisch übersetzt.

### Die Soka Kyoiku Gakkai

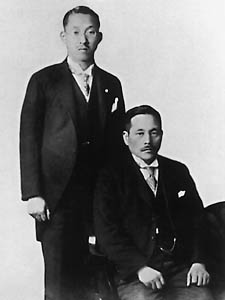
Jōsei Toda und Makiguchi

Nach seiner Rückkehr nach Tokio, im Jahr 1916, nahm er an den Vorlesungen des Nationalisten Tanaka Chigaku teil, der seinerseits die Kokuchūkai gründete. Obgleich nicht davon auszugehen ist, dass Makiguchi den nationalistisch geprägten Inhalten der Kokuchūkai folgte so nimmt man an, dass deren organisatorische  Struktur, neben der Anlehnung an den Nichiren-Buddhismus, ihm später als Vorlage zur Gründung einer eigenen Laienorganisation gedient haben könnte.
1928 trat er, zusammen mit seinem Freund und Schüler Jōsei Toda, der Nichiren-Shōshū bei. Er entwickelte die Grundlage dafür, den Buddhismus von einer, seiner Meinung nach, weltabgewandten Theorie zu einer alltagstauglichen Lebensphilosophie zu machen. Dies bewog ihn am 18. November 1930 zur Gründung der Soka Kyoiku Gakkai (Werteschaffenden Erziehungsgesellschaft). Die formale Gründung der Soka Gakkai, der Vorgänger-Gemeinschaft der heutigen Soka Gakkai International (SGI), erfolgte jedoch erst im Jahr 1937.
Am 6. Juli 1943 wurde Makiguchi, zusammen mit Josei Toda, von der Sondereinheit der höheren Polizeibehörde wegen Verstoß gegen das Gesetz zur Aufrechterhaltung der öffentlichen Sicherheit und Majestätsbeleidigung inhaftiert. Am 18. November 1944 starb er an den Folgen der über einjährigen Einzelhaft und Unterernährung im Sugamo-Gefängnis und wurde am Taiseki-ji beerdigt.

## Kritik
Hinsichtlich Makiguchis grundsätzlicher Haltung im Bezug auf die damalige Militärregierung und insbesondere deren Expansionspolitik gibt es jedoch auch kritische Stimmen. Kernpunkt dieser Kritik ist die Frage, ob und wie weit Makiguchis Haltung viel mehr religiös als politisch motiviert war. Zudem wird die Frage aufgeworfen ob und inwieweit Makiguchi sich zur Religionsfreiheit bekannte.